# Этельвальд Кентский
Этельвальд (др.-англ. Æðelwald, англ. Æthelwald) — возможный король Кента в 616—630 годах в качестве соправителя Эдбальда. Однако его существование подвергается сомнению.

## Биография
В письме папы Бонифация V (годы понтификата: 619—625) архиепископу Кентерберийскому Юсту упоминается король Кента «Aduluald», что является латинизированной формой англосаксонского имени «Этльвальд» (англ. Æthelwald). Барбара Йорк предположила, что, возможно, он был братом короля Эдбальда и его соправителем или «младшим королём». Однако Д. П. Кирби, указывая, что оригинал письма не сохранился и оно известно только по копии в «Церковной истории англов» Беды Достопочтенного, считает, что никакого Этельвальда не существовало. По его мнению, «Aduluald» — это искажённое переписчиком имя короля Эдбальда.